# Evangelista Torricelli (sous-marin, 1918)
Pour les articles homonymes, voir Evangelista Torricelli (homonymie) et Evangelista Torricelli (sous-marin).
Le Evangelista Torricelli est un sous-marin, de la classe Pietro Micca, en service dans la Regia Marina à la fin de la Première Guerre mondiale.
Le navire a été nommé en l'honneur de Evangelista Torricelli (1608-1647), un physicien et un mathématicien italien du XVIIe siècle, connu notamment pour avoir inventé le baromètre.

## Caractéristiques
La classe Pietro Micca déplaçaient 862 tonnes en surface et 1 244 tonnes en immersion. Les sous-marins mesuraient 63,2 mètres de long, avaient une largeur de 6,2 mètres et un tirant d'eau de 4,26 mètres. Ils avaient une profondeur de plongée opérationnelle de 50 mètres. Leur équipage comptait 40 officiers et soldats.
Pour la navigation de surface, les sous-marins étaient propulsés par deux moteurs diesel FIAT ou Tosi de 2 600 chevaux-vapeur (cv) (1 910 kW), chacun entraînant un arbre d'hélice. En immersion, chaque hélice était entraînée par un moteur électrique de 650 chevaux-vapeur (478 kW). Ils pouvaient atteindre 14,5 nœuds (26,8 km/h) en surface et 11 nœuds (20,3 km/h) sous l'eau. En surface, la classe Pietro Micca avait une autonomie de 2 100 milles nautiques (3 890 km) à 10 nœuds (18,5 km/h); en immersion, elle avait une autonomie de 180 milles nautiques (333 km) à 3 nœuds (5,6 km/h).
Les sous-marins étaient armés de six tubes lance-torpilles de 45 centimètres, quatre à l'avant et deux à l'arrière, pour lesquels ils transportaient un total de huit torpilles. Ils étaient également armés d'un canon de pont de 76/40 Model 1916 à l'avant de la tour de contrôle (kiosque) et un canon de pont 76/30 Model 1914 à l'arrière de la tour de contrôle pour le combat en surface.

## Construction et mise en service
Le Evangelista Torricelli est construit par le chantier naval de l'Arsenale militare marittimo della Spezia (Arsenal militaire maritime de La Spezia) de La Spezia en Italie, et mis sur cale le 2 février 1915. Il est lancé le 16 juin 1918 et est achevé et mis en service le 3 octobre 1918. Il est commissionné le même jour dans la Regia Marina.

## Historique
Entré en service - sous le commandement du lieutenant de vaisseau (tenente di vascello) Giovanni De Sangro, qui a supervisé son développement - un mois après la fin de la Première Guerre mondiale, le Evangelista Torricelli n'a pas la possibilité de participer à une quelconque opération de guerre, car l'équipage n'a pas encore reçu une formation adéquate.
Il est affecté au 1er escadron de sous-marins, basé à La Spezia.
Dans la première période de l'après-guerre, il opère dans des croisières d'entraînement et mène des activités de formation pour les étudiants de l'Académie navale de Livourne.
En 1924, il participe à un exercice dans les eaux de la Tripolitaine; le commandant du sous-marin est le lieutenant de vaisseau Angelo Parona (qui, avec le grade d'amiral, commandera plus tard la base italienne de Betasom pendant la Seconde Guerre mondiale).
En mars 1926 - il est commandé par le capitaine de corvette Ferdinando Zezi - il participe à des exercices d'hydrophone avec quelques Motoscafo armato silurante (MAS), au large de l'île d'Elbe.
La même année, il participé à un exercice au cours duquel il doit être remorqué au port par son navire-jumeau (sister-ship) Galvani
Il passe toute l'année 1927 au chantier naval, mais il ne revient jamais en service. Désarmé la même année, il est mis au rebut en 1930.
La démolition a suivi.